# Johann Nopel der Ältere
Johann Nopel der Ältere (* in Lippstadt; † 6. Juli 1556 in Köln) war ein Weihbischof im Erzbistum Köln und Domherr im Kölner Dom.
Er studierte ab 1519 in Köln, wo er 1532 den Magistergrad erwarb. Im Jahr darauf wurde er Baccalaureus biblicus, 1536 formatus, und lehrte von 1532 bis 1539 an der Kölner Burse Laurentiana. Als designierter Weihbischof war er 1536 Dekan der Artistenfakultät, 1538 Domprediger und 1545 Domkapitular. Er erwarb 1545 das Lizenziat in Theologie und wurde 1548 Teil der Kölner Diözesansynode. Im Anschluss betrieb er Visitationen.
Als Titularbischof von Cyrene ab 1529 widerstand Johann Nopel an der Seite von Johannes Gropper zwischen 1541 und 1547 den Reformationsplänen des Kölner Erzbischofs Hermann V. von Wied. Er verstarb am 6. Juli 1556 in Köln, wo er im Dom beigesetzt ist.